# Calyptomyrmex stellatus
Calyptomyrmex stellatus é uma espécie de formiga do gênero Calyptomyrmex, pertencente à subfamília Myrmicinae.